# Circuit d’Auvergne
Das Straßenradrennen Circuit d’Auvergne war ein französischer Radsportwettbewerb für Berufsfahrer, der als Eintagesrennen und teilweise als Etappenrennen von 1954 bis 1968 in der Auvergne in Zentralfrankreich veranstaltet wurde. Das Rennen hatte elf Austragungen. Erfolgreichster Fahrer war Guy Ignolin mit drei Siegen.

## Palmarès
- 1954  Roger Buchonnet
- 1955  Roger Rivière
- 1956  Louis Kosec
- 1957  Roger Buchonnet
- 1958  Max Cohen
- 1959  Louis Bergaud
- 1960  Guy Ignolin
- 1961  Guy Ignolin
- 1962  Guy Ignolin
- 1963  Jacques Anquetil
- 1964  Louis Rostollan
- 1965  Arie den Hartog
- 1966  Maurice Izier
- 1967  Édouard Delberghe
- 1968  Bernard Guyot